# Apahida
Apahida (románul Apahida, németül Bruckendorf, latinul Pons Abbatis) falu Romániában, Erdélyben, Kolozs megyében, az azonos nevű község központja.

## Fekvése
Kolozsvártól négy kilométerre északkeletre, a Kis-Szamos jobb partján fekszik.

## Nevének eredete
Neve onnan származik, hogy a kolozsmonostori bencés apátság itteni birtokán híd vezetett át a Kis-Szamoson. Az apát és a híd főnévnek birtokos személyjellel ellátott összetétele. Először egy 1326-os oklevélben említik, Apathyda néven, mai nevén 1469-ben fordul elő (Apahyda).

## Története
Jelentős régészeti lelőhely, közelében dák temetőt és római villát tártak fel. Az 1889-ben és 1968-ban megtalált két gepida uralkodói sír a legjelentősebb népvándorláskori leletek közé tartozik Erdélyben.
A kolozsmonostori apátság vámszedő helye volt. Határában feküdt a középkorban az 1326-ban említett Misketelke falu.
1381 és 1497 között a faluban tartotta ítélőszékeit Kolozs vármegye. 1660 körül elpusztult, az 1708–1711-es pestisjárványban elnéptelenedett, majd 1775-ben ismét csak puszta. Teleki Sándor még a szabadságharc után is úgy találta, hogy „Apahida már nem arab-duár, de még nem falu.” 1870-ben azonban megépült a Szászrégen–Mócs–Apahida kövezett út, 1881-ben pedig vasúti csomóponttá vált, ami lökést adott a fejlődésének. Egy áttérést követően 1877-ben alakult meg görögkatolikus egyháza. 1911-ben gyógyszertárat nyitottak benne. Itt volt a Kolozsvárról induló távgyalogló versenyek célpontja. Közelében 1944 őszén harcok dúltak.

## Népessége
- 1910-ben 1517 lakosából 1137 volt román, 235 magyar és 137 cigány anyanyelvű; 719 görögkatolikus, 587 ortodox, 103 zsidó, 51 római katolikus és 46 református vallású.
- 2002-ben 4582 lakosából 4121 volt román, 304 cigány és 152 magyar nemzetiségű; 4025 ortodox, 111 pünkösdista és 110 református vallású.

## Gazdasága
- Hullámkartongyár
- Nyílászárók, műanyag padlók, szaniterek gyártása
- A község 7822 hektáros mezőgazdasági területéből 4136 ha szántó, 2781 ha legelő és 683 ha kaszáló. Erdeje nincs.

## Nevezetességek
- Ortodox fatemplomát 1806-ban egy szilágynádasdi mester építette és 1808-ban egy alsóegregyi mester festette ki.
- 1839-ben itt megtalált gepida fejedelmi sír

## Híres emberek
- Itt született 1914. május 14-én Ștefan Pascu történész.
- Itt született 1900. december 10-én Gspann Károly orvos, orvosi szakíró.
- E településen él családjával Martin Codoba „Florin” (Kodoba Florin, 1977) a Magyarpalatkai Banda cigányprímása.

## Képek

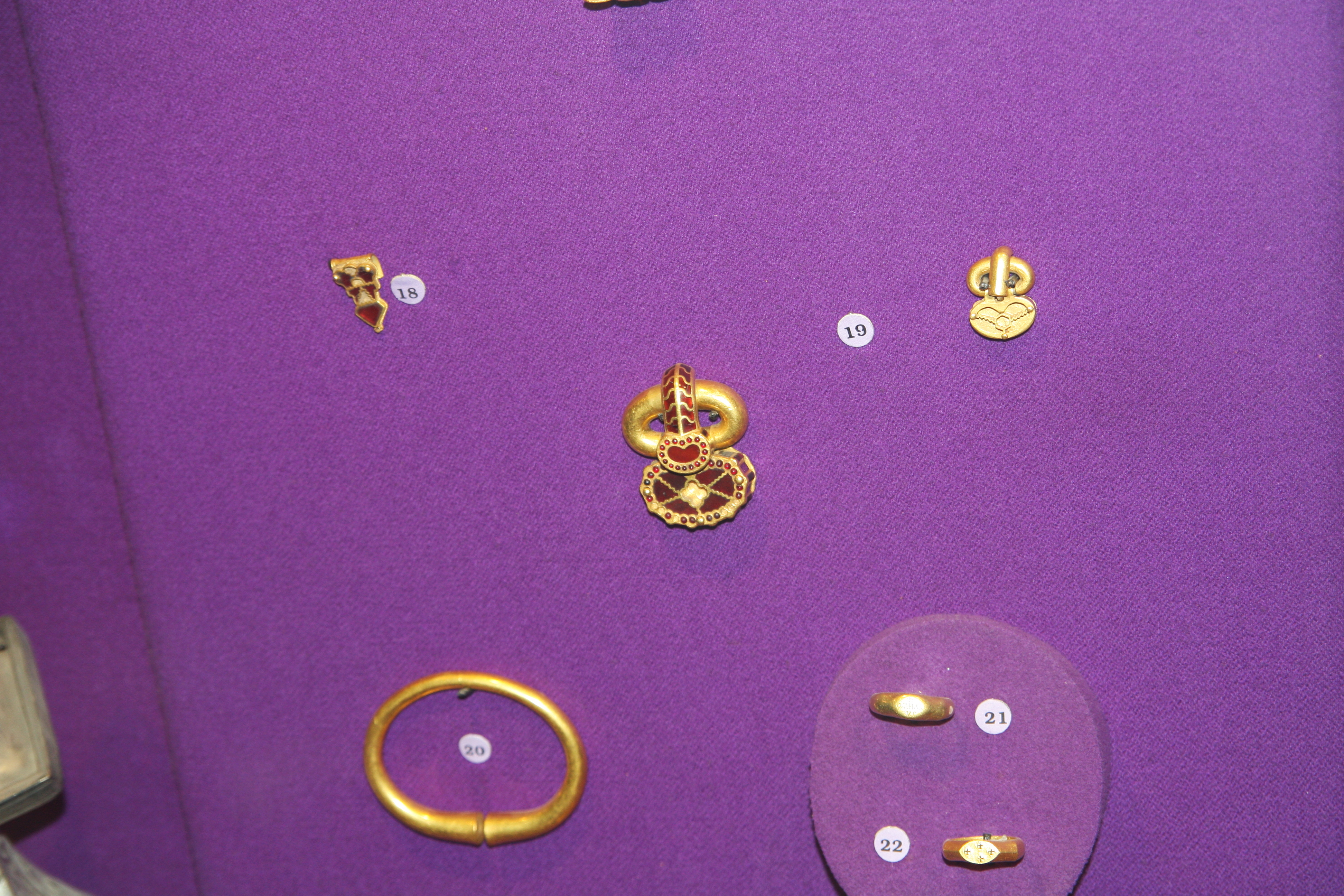
Az egyik apahidai királyi sírban talált arany övcsat (középen)
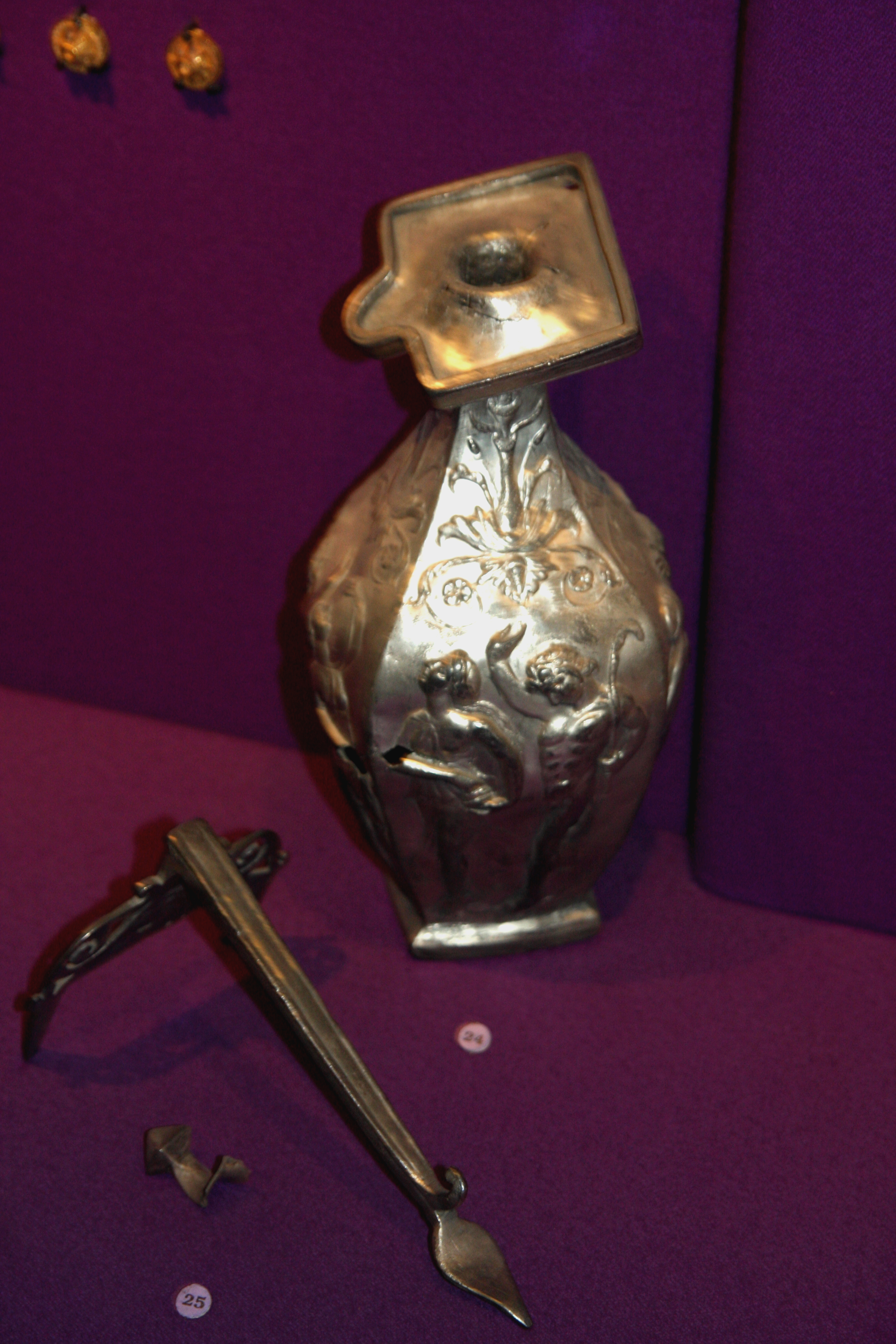
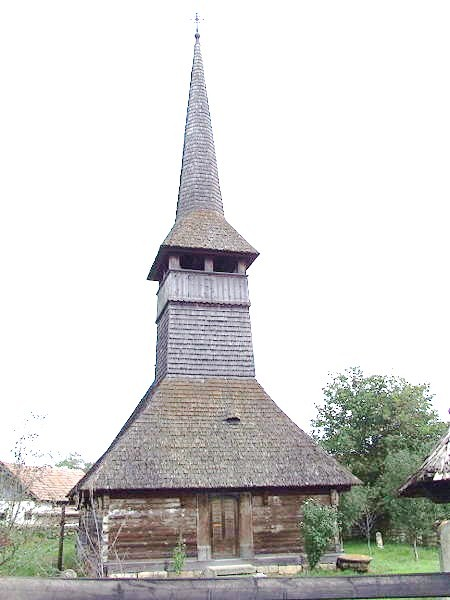
Az ortodox fatemplom